# Csoknyai István
Csoknyai István (Dunaújváros, 1964. október 24. –) magyar kézilabdázó, edző. 1990–2005 között a Fotex Veszprém KC kézilabdacsapatában játszott, majd visszavonulása után a magyar férfi kézilabda-válogatott edzője volt 2009–2010-ig.

## Pályafutása
Csoknyai szülővárosában, a Dunaferr SE csapatában kezdte pályafutását 1983-ban. Egy rövid kitérő kivételével, amikor a Honvéd Szondi SE kölcsönjátékosa volt, egészen 1990-ig itt játszott. Játéka felhívta az Fotex Veszprém KC vezetőinek figyelmét, akik leszerződtették. Csoknyai tizenöt évet töltött a bakonyi klubban. Tizenkét bajnoki címet, és ugyanennyi kupagyőzelmet szerzett. 2002-ben döntőt játszottak a legrangosabb európai klubtornán, az EHF-bajnokok ligájában, ott azonban a német SC Magdeburg jobbnak bizonyult. Három év múlva, 40 évesen hagyta abba a profi játékot, ekkor ő tartotta a rekordot, ami a megnyert bajnoki címek számát illeti.[forrás?] Visszavonulása után edzőnek állt. Veszprémben 2014-ig látta el a segédedzői feladatokat, közben 2009-2010 között a Magyar férfi kézilabda-válogatott szövetségi kapitánya volt. 2014-től 2020-ig a Balatonfüredi KSE edzője volt. 2020 júniusában bejelentette, hogy a továbbiakban a Budakalász KC csapatát irányítja.

## Magánélete
Nős, két fia van, Balázs (sz. 1987) és Ádám (sz. 1989), valamint egy lánya, Nóra (sz. 1994). Mindhárman kézilabdáznak.

## Díjai
- Magyar bajnok(12): 1992, 1993, 1994, 1995, 1997, 1998, 1999, 2001, 2002, 2003, 2004, 2005
- Magyar kupagyőztes(12):1992, 1993, 1994, 1995, 1996, 1998, 1999, 2000, 2002, 2003, 2004, 2005
- EHF bajnokok-ligája döntős: 2002
- EHF Kupagyőztesek-európakupája győztes: 1992
- EHF Champions Trophy győztes: 2002,2008
- Pro Urbe díj(1992,2002)
- Életműdíj Veszprém megye (2004)